# Champsecret
Champsecret – miejscowość i gmina we Francji, w regionie Normandia, w departamencie Orne.
Według danych na rok 1990 gminę zamieszkiwało 1016 osób, a gęstość zaludnienia wynosiła 23 osoby/km² (wśród 1815 gmin Dolnej Normandii Champsecret plasuje się na 219. miejscu pod względem liczby ludności, natomiast pod względem powierzchni na miejscu 7.).